# Issoria florens
Issoria florens är en fjärilsart som beskrevs av Ruggero Verity 1916. Issoria florens ingår i släktet Issoria och familjen praktfjärilar. Inga underarter finns listade i Catalogue of Life.